# Speelmansrei
De Speelmansrei is een waterloop en een straat in het centrum van Brugge. De rei loopt, als verlengde van de overwelfde Smedenrei, van de Noordzandstraat nabij 't Zand tot aan de Vlamingbrug, van waar ze verder loopt als de Augustijnenrei. De gelijknamige straat ligt op de westelijke oever en loopt van de Noordzandstraat tot aan de Beenhouwersstraat. De Speelmansrei wordt overspannen door de Sleutelbrug, Leeuwbrug, Ezelbrug en Vlamingbrug.
De Speelmansrei is genoemd naar de in 1421 gebouwde Speelmanskapel, de voormalige kapel van de gilde der Brugse speellieden, gelegen op de hoek van de Beenhouwersstraat en de Speelmansrei. De speellieden of speelmannen werden als gilde voor het eerst vernoemd in 1292 en werden opgeheven in 1795. De kapel is thans een vrijzinnig huis.

Voorheen droeg de rei de naam 'Lee', 'Leed' of dergelijke, een generieke term voor waterloop.
De Speelmansrei maakt deel uit van de eerste Brugse stadsomwalling en werd samen met de Smedenrei, de Augustijnenrei en de Gouden-Handrei gegraven in 1127-1128. Mogelijk kon het water en misschien voor een deel de bedding van het - weliswaar onooglijke - beekje de Lane worden gebruikt. Nabij de Ezelbrug stond de Ezel- of Sint-Jacobspoort. In 1270 werd de Speelmansrei, samen met de andere binnenreien, verdiept om er scheepvaart op mogelijk te maken.
In de 19e eeuw formuleerde architect Oscar De Breuck het voorstel om de Speelmansrei op te vullen en om te vormen tot een park. Tot een uitvoering kwam het echter nooit.
In de buurt van de Sleutelbrug en de Wulfhagestraat lag vroeger de brouwerij De Sleutels. Deze brouwerij, een van de grootste die de stad gekend heeft, gaat ver terug in de geschiedenis. In 1949 vielen de brouwactiviteiten echter stil en tussen 1950 en 1960 werd het hele brouwerijcomplex gesloopt. Een halfronde versterkingstoren aan de zijgevel, die oorspronkelijk tot de eerste stadsomwalling behoorde, ging mee tegen de vlakte.

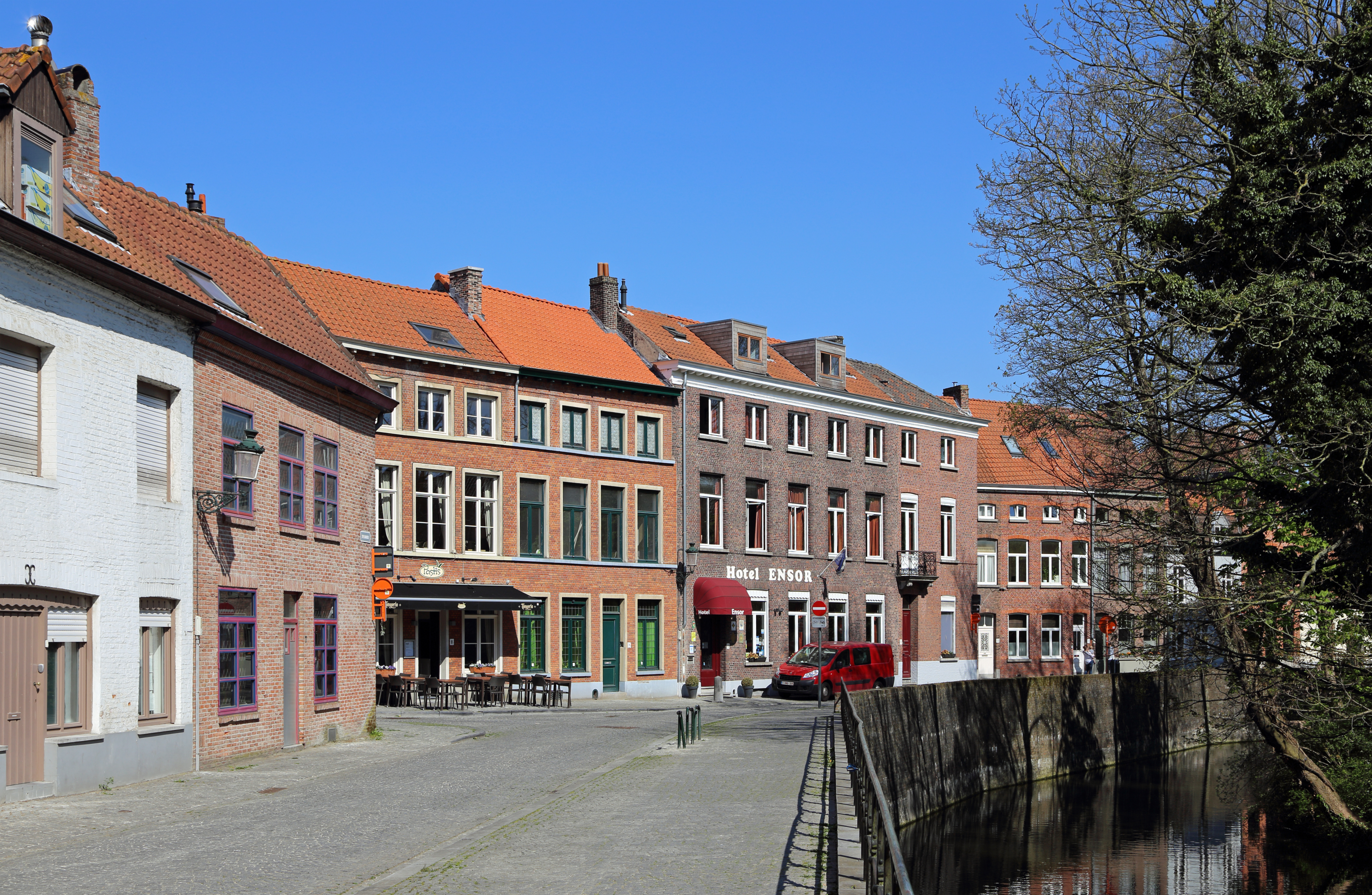
De Speelmansrei in noordelijke richting gezien